# Nomada gracilis
Nomada gracilis är en biart som beskrevs av Cresson 1863. Nomada gracilis ingår i släktet gökbin, och familjen långtungebin. Inga underarter finns listade i Catalogue of Life.